# Sabīne Niedola
Sabīne Niedola (Liepāja, 29 aprile 1991) è un'ex cestista lettone.

## Carriera
Con la Lettonia ha disputato due edizioni dei Campionati europei (2009, 2011).